# Lune de miel (expression)
Pour les articles homonymes, voir Lune de miel.

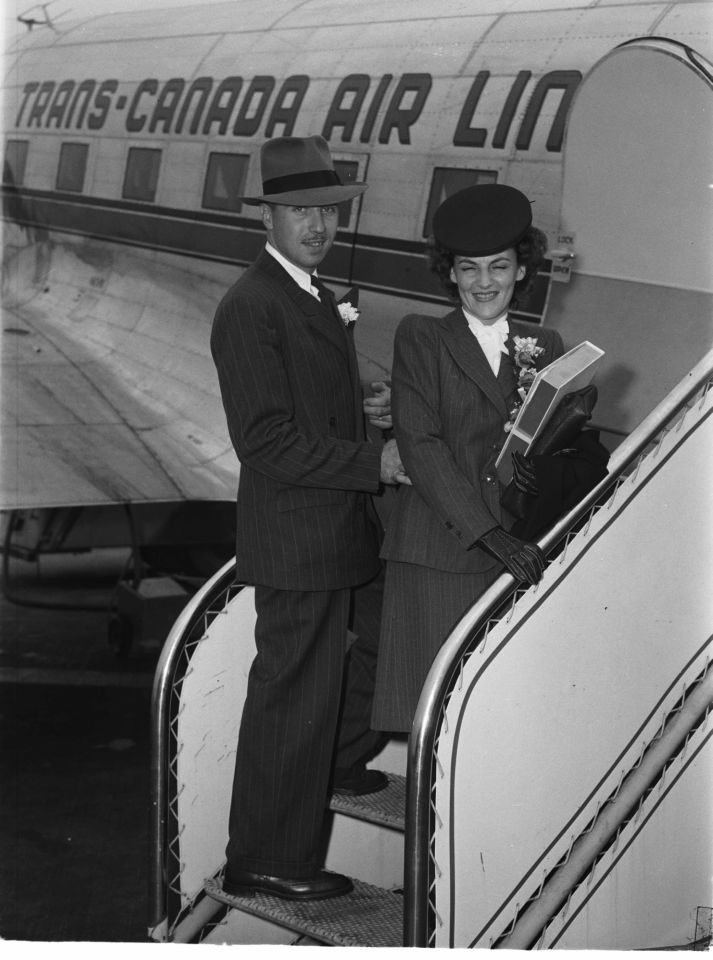
Un couple de nouveaux mariés de Montréal sur le point de partir en lune de miel, en 1946.

La lune de miel est le mois (lunaire) suivant les noces. Ces 30 jours, supposés les plus heureux du jeune couple, sont souvent consacrés au voyage de noces, si bien que l'expression « lune de miel » désigne souvent ce voyage exceptionnel.

## Histoire

Mariées dans leur lune de miel - 1898.

Le terme « lune de miel » est utilisé en langue française depuis au moins le XVIIIe siècle, mais son usage semble s’être généralisé plus tard, dès le deuxième quart du XIXe siècle. C’est un calque de l’anglais honeymoon,, que l’on retrouve une première fois dans un texte publié en 1546, les Proverbes de John Heywood. Le mot évoque la douceur des relations amoureuses comme le vocatif tendre honey que se donnent les amants, depuis au moins le temps de Shakespeare. L’histoire culturelle nous apprend que l’expression lune de miel est une métaphore qui correspond à la consommation par les époux de substances édulcorantes, avant, pendant et après les cérémonies du mariage : l’hydromel chez les peuples germaniques, le sucre par les Hindous et les Chinois et le miel en ancienne Égypte. Ces substances étaient censées posséder des vertus aphrodisiaques, favoriser la fécondité ou apporter le bon augure pour les jeunes mariés.
Temps fort de l’existence, la période qui suit immédiatement les cérémonies du mariage, a été et est vécue de manières très diverses au long de l’histoire, et suivant la culture et la religion de chaque personne. C’est une suite du mariage en tant que rite de passage pendant lequel on abolit transitoirement les contraintes habituelles auxquelles les individus sont soumis. Selon le Deutéronome, les Hébreux étaient exemptés des charges militaires pendant une année après leur mariage. Pendant les sept jours qui suivent le mariage, les jeunes mariés juifs ne devaient exécuter aucun travail, par ailleurs, les mariés sont pendant sept jours invités par la famille et amis ; un chœur chante pour eux les sept bénédictions traditionnelles, ou Sheva Brachot. Utilisé par les Juifs, dans différents pays arabes et en Inde, le tatouage provisoire rituel au henné définit le temps pendant lequel la mariée est dispensée des travaux domestiques, jusqu’à la disparition du pigment de son corps. Après la remise de bétail aux parents de la mariée Gusii (Kenya), celle-ci est dispensée de tout travail pendant quatre à six semaines. Chez les Idoma du Nigeria, même la mère de la mariée est dispensée d’aller au marché cinq jours après la noce.
Ce repos permis ou même exigé de la part des nouveaux époux serait favorable à la procréation et est associé à des rites destinés à améliorer la fertilité de la femme. Au Rwanda, la jeune mariée était soumise à une réclusion post-nuptiale pendant laquelle elle n’était pas autorisée à toucher les ustensiles de ménage. Ensuite avait lieu le rite de fécondité appelé « couper les huppes », consistant à raser les crêtes capillaires taillées en croissant, signe de virginité. Elle restera ainsi et n’effectuera aucune tâche domestique jusqu’au jour dit du « découvert » où la famille et la belle-famille de la mariée amènent des présents aux nouveaux époux.
Dans nos sociétés affluentes, les rituels de mariage sont suivis par un éloignement des jeunes couples par rapport à leurs familles respectives. Dès les années 1870, l’avènement des voyages de noces marque symboliquement cette séparation par un déplacement vers des horizons paradisiaques de plus en plus lointains.
La « lune de miel » prolonge les rituels du mariage et complète cet important rite de passage dans le but d’assurer les meilleures conditions pour que le couple puisse procréer, et différentes sociétés organiseront, chacune à sa manière, les premières étapes de l’autonomisation des membres du couple par rapport à leurs familles d’origine.

## Autres hypothèses
Les pharaons qui se mariaient buvaient une boisson à base de miel et de propolis pendant les 28 jours suivant leur mariage pour obtenir joie et bonheur : c'est l'origine de la « Lune de Miel ».[réf. nécessaire]
La conception de la lune de miel remonte à une vieille tradition de fêter les noces en consommant de l'hydromel. Ce terme date de l'époque babylonienne. Il serait aussi question d'une ancienne tradition germanique qui consistait à ce que le couple ne boive que de l'hydromel pendant les trente jours suivant le mariage.
Voltaire évoque la lune de miel au chapitre 3 du roman Zadig :
« Zadig éprouva que le premier mois du mariage, comme il est décrit dans le livre du Zend, est la lune de miel et que le second est la lune de l'absinthe. »
Le Zend-Avesta, c'est-à-dire « parole vivante », est le livre sacré des Pârsî : il serait l'œuvre de Zoroastre. Comme ce dernier aurait vécu sans doute quelques milliers d'années avant le siège de Troie, l'expression « lune de miel » qu'il utilise dans son livre épicurial est donc connue de toute antiquité.